# Heloderma horridum
Heloderma horridum és una espècie de sauròpsid (rèptil) escatós de la família Helodermatidae endèmic de Guatemala i Mèxic. Juntament amb el seu cosí monstre de Gila (Heloderma suspectum) és una de les poques espècies de llangardaix verinós de tot el món. Té quatre subespècies (vegeu la secció subespècies per a més detalls).

## Característiques
Els adults d'aquesta espècie fan de 76 (femelles adultes) a 91 centímetres de llarg (mascles adults). És més gran que el monstre de Gila, un parent seu, que fa de 30 a 40 centímetres. De vegades es confonen, però la mida determina fàcilment les dues espècies. El pes d'aquesta espècie és d'1,40 a 4 quilograms quan són adults. Heloderma horridum i les seves quatre subespècies viuen en zones semiàrides, tropicals, temperades, rocoses i a bosc obert.

### Verí
El verí de l'Heloderma horridum és una hemotoxina lleu que malgrat causar poques morts humanes, pot provocar insuficiència respiratòria.

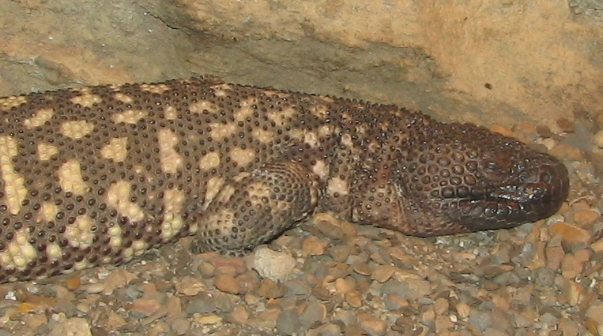
Una mostra dHeloderma horridum.

A finals del 2005, investigadors de la Universitat de Melbourne van descobrir que els dragons de Komodo (Varanus komodoensis) i V. giganteus, i altres varànids, o iguanes com per exemple Pogona barbata també són verinosos. Abans es pensava que les mossegades d'aquests llangardaixos eren una simple infecció pels bacteris que tenen a la boca, però han descobert que els efectes immediats (almenys al dragó de Komodo o al Varanus timorensis) són causades per enverinaments suaus.

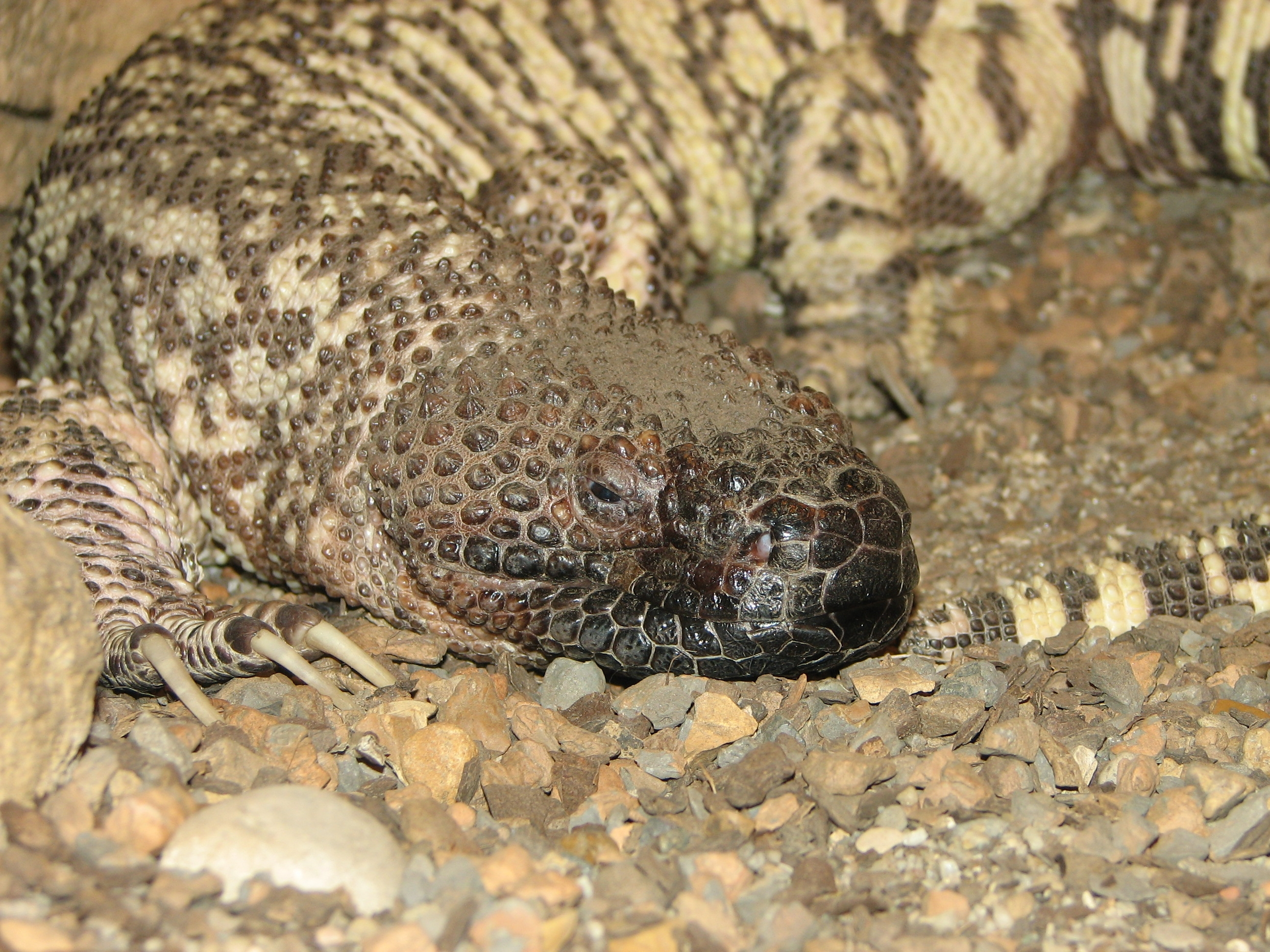
Una mostra al zoo de Louisville.

### Reproducció
Les diferents espècies d'Heloderma suspectum comencen a aparellar-se al febrer i al març. Uns dos mesos després, la femella pon de 3 a 13 ous, que els enterra a 12 centímetres i mig. Llavors, la femella abandona els ous. La incubació dura uns 2 mesos.

### Alimentació
La dieta d'Heloderma horridum es basa en llangardaixos, petits mamífers, ocells, insectes i ous de rèptils i ocells. Als zoològics, s'alimenta d'ous de gallina.

## Sinònims
Hi ha dos sinònims d'Heloderma horridum:
- Heloderma hernandesii

Wiegmann, 1834
- Trachyderma horridum

Wiegmann, 1829

## Subespècies
Hi ha quatre subespècies de l'espècie Heloderma horridum:
- Heloderma horridum horridum (Wiegmann, 1829)
- Heloderma horridum alvarezi (Bogert i Martên del Campo, 1956)
- Heloderma horridum exasperatum (Bogert i Martên Del Campo, 1956)
- Heloderma horridum charlesbogerti (Campbell i Vannini, 1988)

## Galeria

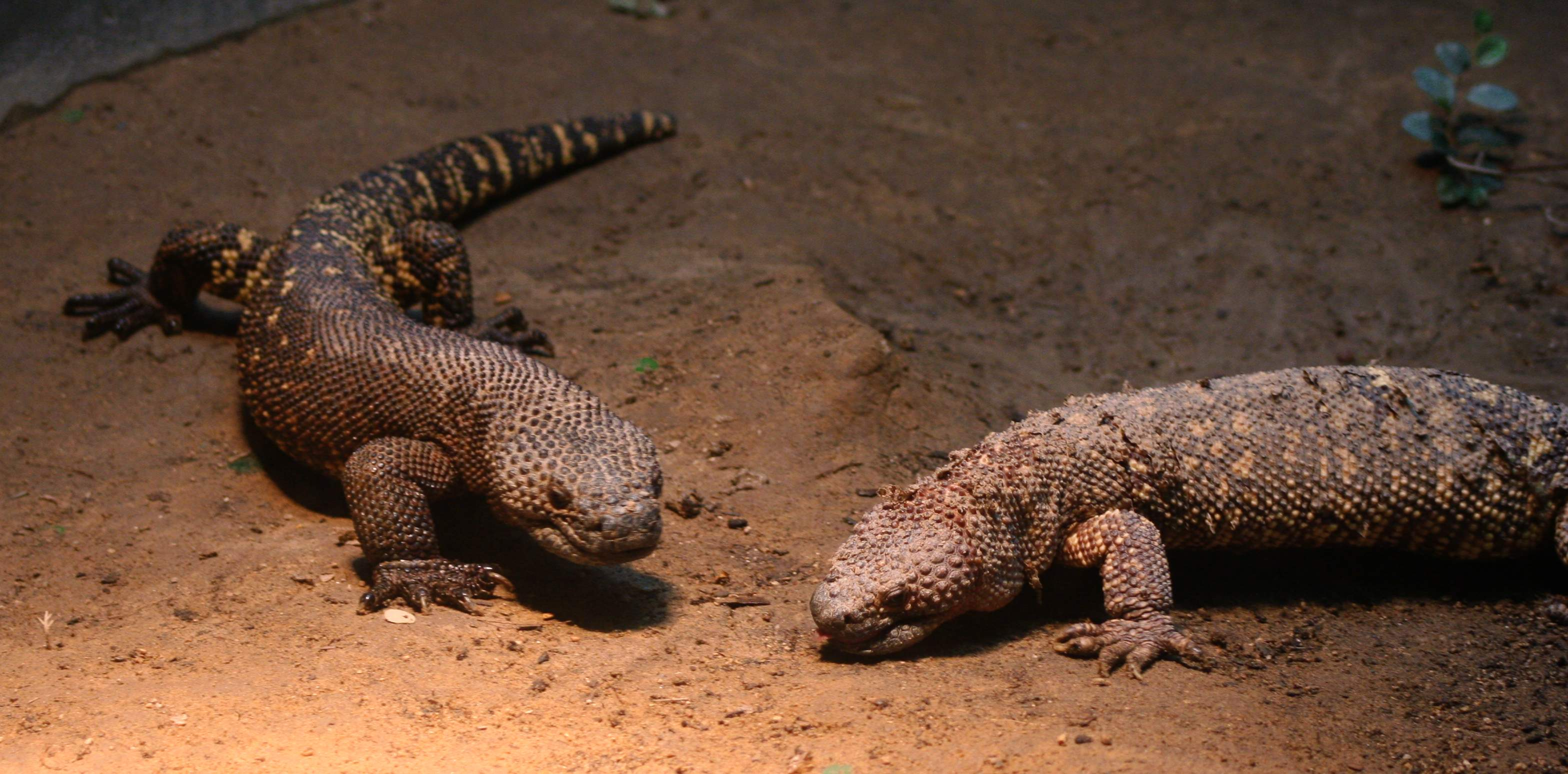
Dos Heloderma horridum.